# The Last Posse
The Last Posse is een Amerikaanse western uit 1953 onder regie van Alfred L. Werker.

## Verhaal
Een vader en zijn twee zoons worden opgelicht door de veebaron Sampson Drune. Ze beroven Drune en slaan daarna op de vlucht. Een troep onder leiding van Drune gaat op zoek naar de drie mannen. De dronken sheriff John Frazier maakt deel uit van die troep. Nadat ze de drie mannen hebben gedood, willen enkele leden de buit voor zichzelf houden, maar de sheriff is daarop tegen.

## Rolverdeling
| Acteur             | Personage      |
| ------------------ | -------------- |
| Broderick Crawford | John Frazier   |
| John Derek         | Jed Clayton    |
| Charles Bickford   | Sampson Drune  |
| Wanda Hendrix      | Deborah        |
| Warner Anderson    | Robert Emerson |
| Henry Hull         | Ollie Stokely  |
| Will Wright        | Todd Mitchell  |
| Tom Powers         | Frank White    |
| Raymond Greenleaf  | Arthur Hagan   |
| James Kirkwood     | Rechter Parker |
| Eddy Waller        | Dr. Pryor      |
| Skip Homeier       | Art Romer      |
| James Bell         | Will Romer     |
| Guy Wilkerson      | George Romer   |